# أحمد عرابي
أحمد عرابي (31 مارس 1841 - 21 سبتمبر 1911)، قائد عسكري وزعيم مصري. قائد الثورة العرابية ضد الخديوي توفيق ووصل إلى منصب ناظر الجهادية (وزير الدفاع حالياً)، وكان أميرالاي (عميد حالياً). حفظ القرآن في صغره.

## نسبه ونشأته

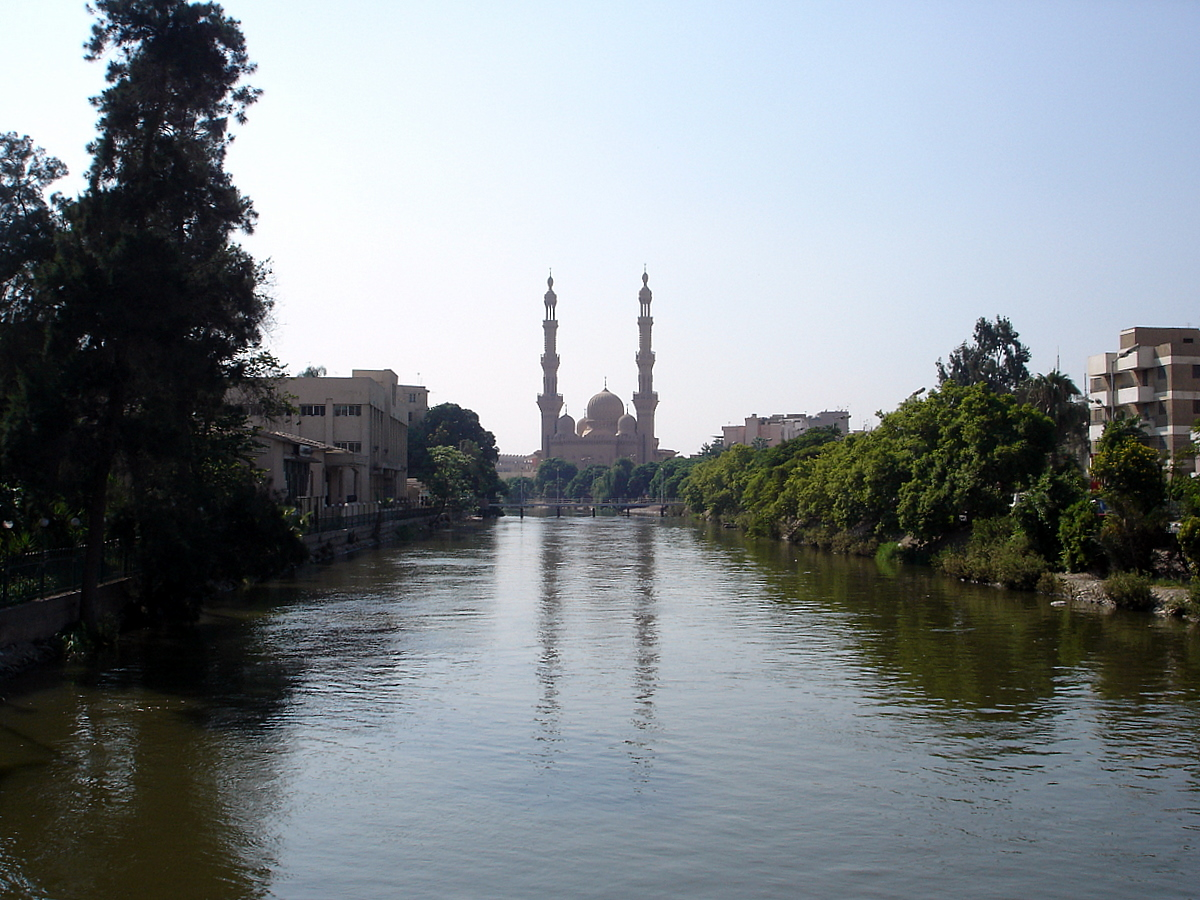
صورة لمدينة الزقازيق التي تتبعها قرية هرية رزنة مسقط رأس أحمد عرابي

اسمه بالكامل أحمد محمد عرابي محمد وافي محمد غنيم عبد الله الحسيني، ، والدته كان اسمها فاطمة بنت السيد سليمان ابن السيد زيد، وتجتمع مع والده في الجد الثالث عشر المسمى إبراهيم مقلد والعارف بالله السيد صالح الذي جاء إلى مصر في منتصف القرن السابع الهجري.
ولد أحمد عرابي في 31 مارس 1841م في قرية هرية رزنة بمحافظة الشرقية، وكان عرابي ثاني الأبناء. أما الابن الأكبر فهو محمد، وشقيقاه الصغيران هما عبد السميع وعبد العزيز. تعلم القرآن الكريم، ثم عهد به والده الذي كان عمدة القرية إلى صراف القرية الذي كان يدعى ميخائيل غطاس حيث دربهُ على العمليات الحسابية والكتابية ومكث يتمرن على يديه نحو خمس سنوات أحسن فيها معرفة القراءة والكتابة وبعض القواعد الحسابية.
وفي سن الثامنة طلب من أبيه أن يلحقه بالجامع الأزهر فأجاب طلبه وأرسله إلى القاهرة فدخل الأزهر في نوفمبر 1849م، ومكث فيه أربع سنوات أكمل خلالها حفظ القرآن وأجزاء من الفقه والتفسير، وقد توفي والده في 23 يوليو 1848م إثر إصابته بوباء الكوليرا عن سن 63 عامًا، وكان عرابي آنذاك يبلغ من العمر 8 سنوات. وتولى أخوه محمد الإنفاق عليه وكان مصدر عيش الأسرة ريع 74 فدانًا تركها والده.

## حياته العسكرية
حين أمر محمد سعيد باشا بإلحاق أبناء المشايخ والأعيان بالجيش ضمن جهوده للمساواة بين الشركس والمصريين، التحق عرابي بالخدمة العسكرية في 6 ديسمبر 1854م وبدأ كجندي بسيط، ولحسن حظه عين ضابط صف بدرجة أمين بلوك «مساعد حالياً»، واستفاد من نظام الترقي بالامتحانات فوصل إلى رتبة ملازم ثاني بعد أربع سنوات فقط في الخدمة، ثم ارتقى عرابي سلم الرتب العسكرية بسرعة في عهد سعيد باشا حيث حصل خلال عام 1859م على ترقيتين هما يوزباشي «نقيب حالياً» وصاغ «رائد حالياً». وخلال عام 1860م رقي إلى بكباشي «مقدم حالياً» ثم إلى قائمقام «عقيد حالياً» وهو لم يكمل العشرين عاماً. كان سعيد باشا يثق بعرابي إلى درجة أنه كان يشركه معه في ترتيب المناورات الحربية، ووصلت درجة التقارب بينه وبين سعيد باشا أن أهداه كتاباً عن تاريخ نابليون بونابرت مكتوباً باللغة العربية.
تغيرت الأوضاع بعد وفاة سعيد باشا وتولي خلفه الخديوي إسماعيل الحكم، حيث عادت التفرقة بين المصريين والشراكسة في الجيش. وقع خلاف بين عرابي وأحد اللواءات الشراكسة يدعى اللواء خسرو باشا الذي سعى لإقالته بدعوى «شراسة الخلق وقوة الرأس» وقدم بسببها للمحاكمة العسكرية وحكم عليه المجلس بالسجن واحد وعشرين يوماً، ولكنه استأنف الحكم أمام المجلس العسكري الأعلى والذي قضى بإلغاء الحكم الابتدائي. وبسبب ذلك حدث خلاف بين وزير الحربية وقتئذ إسماعيل سليم باشا وبين رئيس المجلس العسكري الأعلى؛ لأن الوزير كان يرغب في تأييد الحكم الابتدائي، وذهب وزير الحربية إلى الخديوي إسماعيل ليفصل عرابي. وتم فصله فعلاً وتركت هذه الحادثة في نفسه كراهية شديدة للضباط الشراكسة وسيطرتهم على الجيش. وحاول رفع مظلمة للخديوي إسماعيل ولكن لم يتم النظر فيها، وحاول رفع الكثير من المظالم إليه مدة ثلاثة أعوام. وفي هذه الفترة التحق بوظيفة في دائرة الحلمية، وخلال شغله هذه الوظيفة تزوج من كريمة مرضعة الأمير إلهامي باشا وهي أخت حرم الخديوي محمد توفيق فيما بعد من الرضاعة. ومن هنا كانت وساطة بعض المقربين من زوجته لاستصدار أمر من الخديوي إسماعيل بالعفو عنه وإعادته إلى الجيش برتبته العسكرية التي خرج عليها، وحرم من مرتبته خلال مدة فصله فزادت كراهيته على أوضاع الجيش ونفوذ الضباط الشراكسة وتعنتهم مع الضباط المصريين، بعد ذلك عين مأموراً للحملة العسكرية المصرية في الحبشة. انتهت هذه الحملة بهزيمة الجيش المصري، وكان للهزيمة أثر كبير في نفسه لما رآه من استهتار للقيادة الشركسية.

## حادثة عثمان رفقي
أصدر ناظر الجهادية عثمان رفقي باشا عدداً من القرارات التي اعتبرها الضباط المصريون تحيزاً للشركس في الجيش على حساب المصريين:
- منع ترقية ضباط الصف المصريين والاكتفاء بخريجي المدارس الحربية.
- استبدال بعض كبار الضباط المصريين بالضباط الشركس في المواقع القيادية بالجيش.

أثارت تلك القرارات غضب الضباط المصريين واتهموا الضباط الشركس بالعمل على استعادة دولة المماليك، ثم اجتمع الضباط المصريون على تقديم مذكرة لرياض باشا رئيس النظار وقعها أحمد عرابي واثنين من زملائه اشتملت على النقاط التالية:
- التظلم من انحياز عثمان رفقي للضباط الشركس.
- المطالبة بتعديل قوانين الجيش للمساواة بين جميع الأجناس في الجيش.
- تعيين ناظر للحربية من الوطنيين.
- المطالبة بقيام مجلس نواب وطني كما وعد الخديوي إبان توليه.
- زيادة عدد الجيش المصري إلى 18 ألفاً.

لم يتقبل الخديوي هذه المطالب وقرر القبض على أحمد عرابي وزملائه ومحاكمتهم عسكرياً حيث اعتبرهم من المتآمرين. وبالفعل استدعي عرابي وزملاؤه إلى ديوان الجهادية حيث تم اعتقالهم لبرهة قبل أن يقوم الضباط المصريون بتحريرهم بالقوة. ثم انضمت إليهم المزيد من وحدات الجيش المصري.
اتصل عرابي بالقنصل الفرنسي لإعلامه بالأحداث وبقية القناصل الأجانب وطلب تدخلهم لإصلاح ذات البين.
استجاب الخديوي لمطالبهم وعين محمود سامي باشا بعد تزكية عرابي لهُ رغم كونه من الضباط الشركس. وشرع محمود سامي في تعديل القوانين العسكرية وإصلاحها، ولكن سرعان ما عزله رئيس النظار وعين مكانه داود باشا يكن الذي أصدر عدداً من القرارات التي رفضها الضباط المصريون، وقدموا مذكرة ثانية في صباح يوم الجمعة 9 سبتمبر 1881، يعلمون فيها الحكومة بقدوم كامل القوات المقيمة بالقاهرة إلى سراي عابدين في عصر نفس اليوم لعرض طلباتهم على الخديوي، ثم خاطبوا القناصل الأجانب لطمأنتهم على سلامة رعاياهم. وقد استجاب الخديوي لمطالبهم مرة ثانية فأسقط الوزارة وأنشأ مجلسا للنواب وزاد عدد الجيش.

## الثورة العرابية 1881

### الأوضاع الداخلية قبل الثورة
- التدخل الأجنبي في شؤون مصر بعد صدور قانون التصفية عام 1880.
- عودة نظم المراقبة الثناثية (الإنجليزي الفرنسي).
- لجوء رياض باشا إلى أساليب الشدة والعنف مع المواطنين المصريين.
- معارضة تشكيل مجلس شورى النواب.
- سياسة عثمان رفقي الشركسي وانحيازه السافر للضباط الأتراك والشراكسة واضطهاده للضباط المصريين.
- سوء الأحوال الاقتصادية نتيجة تخصيص مبالغ لسداد الديون للأجانب.
- انتشار الوعي الوطني بين المصريين.

### خطبته الشهيرة

أحمد عرابي يسلم الخديوي توفيق مطالب الشعب في ميدان عابدين.

الخديوي توفيق: لا حق لكم في هذه المطالب ، لقد ورثت هذه البلاد عن آبائي وأجدادي، وما أنتم إلا عبيد إحساننا.
عرابي: لقد خلقنا الله أحراراً، ولم يخلقنا تراثاً أو عقاراً؛ فوالله الذي لا إله غيره ، اننا سوف لا نُورَّث، ولا نُستعبَد بعد اليوم.

### الاستجابة للمطالب
استجاب توفيق لمطالب الجيش حين رأى التفاف الشعب حول عرابي، وعزل رياض باشا من رئاسة النظار، وعهد إلى محمد شريف باشا بتشكيل الوزارة وتشكلت بذلك أول نظارة شبه وطنية في تاريخ مصر الحديث. ويمكن القول أن الوزارة كانت شبه وطنية بسبب أن محمد شريف باشا كان من أصول شركسية إلا أنه كان رجلا كريماً مشهود له بالوطنية والاستقامة، فألف وزارته في (19 شوال 1298 هـ = 14 سبتمبر 1881م)، وتم تعيين محمود سامي البارودي ناظرا للجهادية وهو أول مصري يتولى هذا المنصب. 

وسعى لوضع دستور للبلاد، ونجح في الانتهاء منه وعرضه على مجلس النواب الذي أقر معظم مواده، ثم عصف بهذا الجهد تدخل إنجلترا وفرنسا في شؤون البلاد بعد أن ازدادت ضغوط الدول الأوروبية الدائنة على مصر التي بات يتعين عليها دفع ما يقارب العشرين مليون جنيه إسترليني أو ما يقرب من ثلث دخلها القومي سنوياً لسداد الديون. أصرت بريطانيا وفرنسا على إدارة شؤون الخزانة المصرية باعتبارهما أكبر الدائنين. وبسبب العقلية الاستعمارية المتغطرسة التي كانت سائدة في ذلك الوقت التي روجت لفكرة أن الشعوب الشرقية لا تصلح لإدارة شؤونها وخصوصاً الشؤون المالية. وفعلاً تم فرض تعيين مفتشين ماليين على شؤون الخزانة المصرية أحدهما إنجليزي والآخر فرنسي. كرد فعل لكل هذه الضغوط، أصر مجلس الأعيان برئاسة محمد سلطان باشا على تغيير وزارة محمد شريف باشا التي قبلت بكل هذه التدخلات في شؤون مصر الداخلية. وتأزمت الأمور، وتقدم محمد شريف باشا باستقالته في (2 ربيع الآخر 1299 هـ = 2 فبراير 1882 م).

## تعيينه ناظراً للجهادية

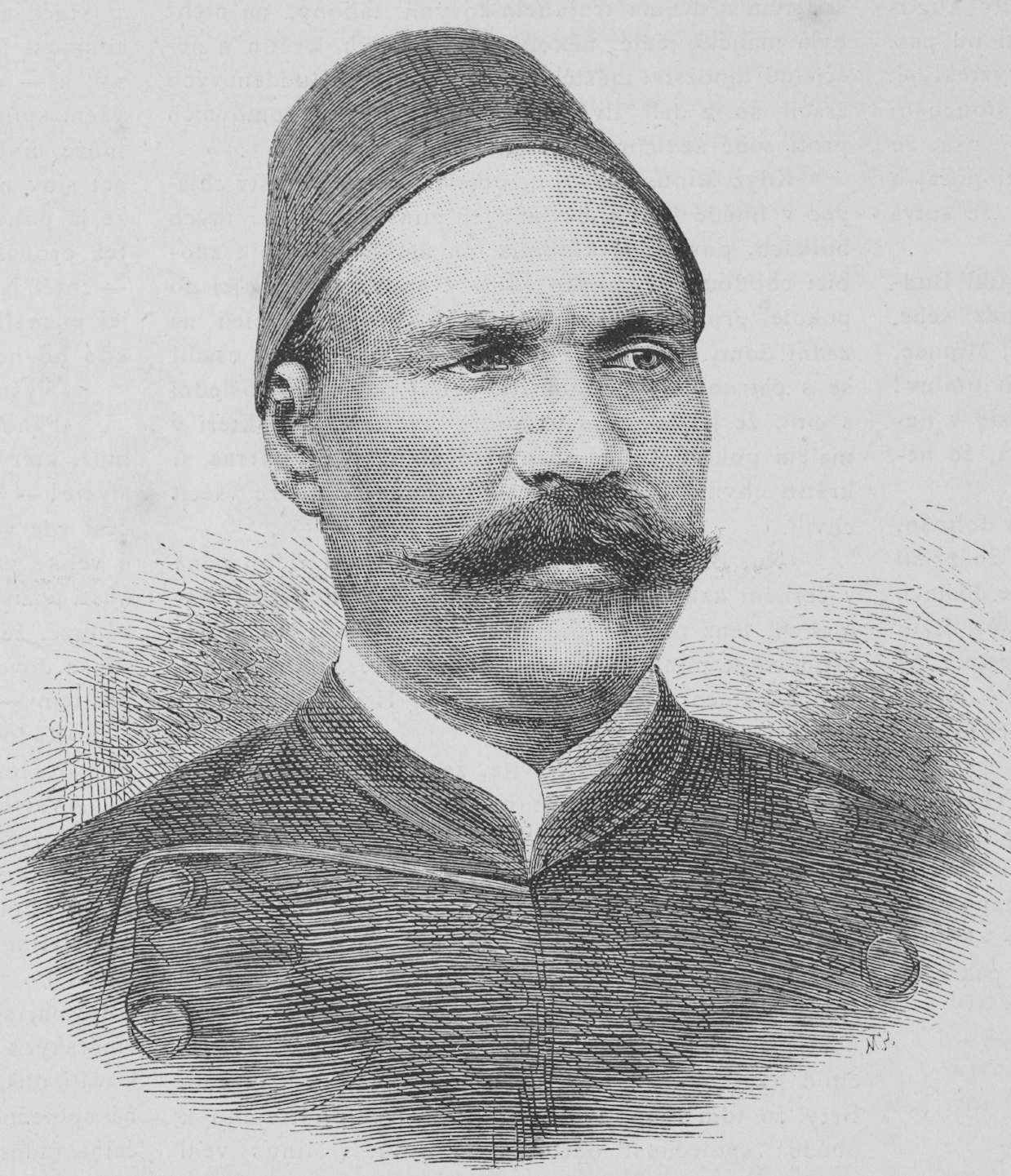
أحمد عرابي عام 1882

تشكلت حكومة جديدة برئاسة محمود سامي البارودي، وشغل عرابي فيها منصب «ناظر الجهادية» (وزير الدفاع) ونائب رئيس مجلس النظار. وقوبلت نظارة «البارودي» بالارتياح والقبول من مختلف الدوائر العسكرية والمدنية؛ لأنها كانت تحقيقاً لرغبة الأمة، ومعقد الآمال، وكانت عند حسن الظن، فأعلنت الدستور، وصدر المرسوم الخديوي به في (18 ربيع الأول 1299 هـ / 7 فبراير 1882 م).
غير أن هذه الخطوة الوليدة إلى الحياة النيابية تعثرت بعد نشوب الخلاف بين الخديوي ووزارة البارودي حول تنفيذ بعض الأحكام العسكرية، ولم يجد هذا الخلاف مَن يحتويه من عقلاء الطرفين، فاشتدت الأزمة، وتعقد الحل، ووجدت بريطانيا وفرنسا في هذا الخلاف المستعر بين الخديوي ووزرائه فرصة للتدخل في شؤون البلاد، فبعثت بأسطوليهما إلى شاطئ الإسكندرية بدعوى حماية الأجانب من الأخطار.
تظهر هنا شخصيتان، الأولى هي السلطان العثماني عبد الحميد الثاني الذي أخذ يتصل بأحمد عرابي سراً ويشجعه على الوقوف بوجه التدخل الأوروبي وبوجه الخديوي. الشخصية الثانية هي شخصية الخديوي توفيق الذي يعد أسوأ ملوك أسرة محمد علي على مدى تاريخها الطويل. كان توفيق يكره عرابي كرها شديداً ومع ذلك كان دائما ما يتظاهر بتأييد عرابي بينما كان يتصل سراً ببريطانيا وفرنسا ليؤلبهما عليه. أخذ توفيق يبالغ في تصوير الموقف للأوروبيين بأنه شديد الخطورة على مصالحهم، حيث أن عرابي حسب وصفه كان وطنيا متطرفا يكره كل ما هو أجنبي ويهدف إلى طرد كل الأجانب من مصر. تحمست بريطانيا بالذات لفكرة التدخل العسكري في مصر لقلقها من ناحية فرنسا التي كانت قد استولت لتوها على تونس. كذلك شعرت بريطانيا أن طريق مواصلاتها إلى الهند الذي يمر عبر قناة السويس قد بات مهدداً وأنه أصبح يتعين عليها سرعة التحرك قبل أن تتجه فرنسا شرقاً أو حتى روسيا جنوباً والتي كانت تنتظر بترقب انهيار الدولة العثمانية وتحلم بالتوسع جنوباً للتحكم في مضايق البحر الأسود. في البداية، اتفقت بريطانيا وفرنسا على التحرك سوياً بالرغم من توجس كل منهما تجاه الأخرى ووجهت الحكومتان دعوة إلى الحكومة العثمانية لإرسال قوة إلى مصر «لحفظ الأمن» على اعتبار أنه من الناحية القانونية كانت مصر ما تزال جزءاً من الدولة العثمانية المحتضرة. سرعان ما عدلت القوتان الاستعماريتان عن تلك الفكرة لعدم ثقتهما في السلطان عبد الحميد الثاني ولرغبتهما في الاحتفاظ بزمام المبادرة. تم إرسال أسطول بريطاني فرنسي مشترك إلى الإسكندرية على سبيل الإنذار للحكومة المصرية، إلا أن هذا الإنذار جاء بنتيجة عكسية تماماً حيث أنه أدى إلى ازدياد شعبية عرابي في مصر والتفاف الناس حوله من كل الطبقات. استمر كل من السلطان عبد الحميد الثاني والخديوي توفيق في سياستهما المعتادة في اللعب مع كل الأطراف.
لم يكد يحضر الأسطولان الإنجليزي والفرنسي إلى مياه الإسكندرية حتى أخذت الدولتان تخاطبان الحكومة المصرية بلغة التهديد والبلاغات الرسمية، ثم تقدم قنصلا الدولتين إلى البارودي بمذكرة مشتركة في (7 رجب 1299 هـ = 25 مايو 1882 م) يطلبان فيها استقالة الوزارة، وإبعاد عرابي وزير الجهادية عن القطر المصري مؤقتًا مع احتفاظه برتبه ومرتباته، وإقامة علي باشا فهمي وعبد العال باشا حلمي – وهما من زملاء عرابي وكبار قادة الجيش - في الريف مع احتفاظهما برتبتيهما ومرتبيهما.
كان رد وزارة البارودي رفض هذه المذكرة باعتبارها تدخلاً مهيناً في شؤون البلاد الداخلية، وطلبت من الخديوي توفيق التضامن معها في الرفض؛ إلا أنه أعلن قبوله لمطالب الدولتين. وإزاء هذا الموقف قدم البارودي استقالته من الوزارة، فقبلها الخديوي.

## بقاء عرابي في منصبه
غير أن عرابي بقي في منصبه بعد أن أعلنت حامية الإسكندرية أنها لا تقبل بغير عرابي ناظراً للجهادية، فاضطر الخديوي إلى إبقائه في منصبه، وتكليفه بحفظ الأمن في البلاد، غير أن الأمور في البلاد ازدادت سوءًا بعد حدوث مذبحة الإسكندرية في (24 رجب 1299 هـ = 11 يونيو 1882 م)، وكان سببها قيام مكاري (مرافق لحمار نقل) من مالطة من رعايا بريطانيا بقتل أحد المصريين، فشب نزاع وسرعان ما تطورت تلك المشاجرة البسيطة إلى أحداث عنف ضد الأوربيين المقيمين في الإسكندرية وقتل فيها حوالي خمسين أوروبيا وأصيب خلالها أيضاً أحد ضباط الأسطول البريطاني.
وعقب الحادث تشكلت وزارة جديدة ترأسها «إسماعيل راغب»، وشغل «عرابي» فيها نظارة الجهادية، وقامت الوزارة بتهدئة النفوس، وعملت على استتباب الأمن في الإسكندرية، وتشكيل لجنة للبحث في أسباب المذبحة، ومعاقبة المسؤولين عنها.

## الحرب الإنجليزية المصرية
تطورت الأحداث بسرعة في صيف عام 1882 ومع ظهور الأسطول البريطاني الفرنسي المشترك في مياه الإسكندرية، ازدادت سخونة الأحداث. وجدت إنجلترا وفرنسا في أحداث الإسكندرية فرصة سانحة للتدخل واتهمتا «عرابي» في التسبب في حصول هذه الأحداث حيث اعتبرتاه المسؤول عن تحريض المصريين ضد الأجانب، ومن الغريب أن ذريعة الإنجليز لغزو مصر كانت الإرهاب.

### قصف الإسكندرية
تزعمت بريطانيا جهود القضاء على عرابي بينما تراجع الدور الفرنسي (المنافس التقليدي للدور البريطاني) إلى الاكتفاء بالمشاهدة وسحبت فرنسا أسطولها إلى بورسعيد، انتظرت بريطانيا أي فرصة لبدء العدوان على مصر حيث أنها لم تكن مرتاحة لفكرة التدخل التركي لحل الأزمة. في السابع من يوليو وجدت بريطانيا الذريعة التي كانت في انتظارها. كانت الحكومة المصرية قد نصبت بعض المدافع على قلعة الإسكندرية فاعتبرت بريطانيا أن هذا عمل عدائي ضد حكومة صاحبة الجلالة. في (24 شعبان 1299 هـ / 10 يوليو 1882 م) وجه قائد الأسطول البريطاني إنذارا للحكومة المصرية إما تسليم القلعة للأسطول البريطاني وإلا سوف تضرب الإسكندرية من البحر. مارس الخديوي توفيق لعبته المعتادة حين قابل «عرابي» وشجعه على مقاومة المعتدين بينما كان قد اتصل سراً بقائد الأسطول البريطاني ودعاه إلى الهجوم على عرابي. لم يقبل «عرابي» الإنذار البريطاني وانتظر تنفيذ البريطانيين لتهديدهم. بدأ الإنجليز في ضرب الإسكندرية يوم 12 يوليو 1882 ونزلت قواتهم إليها في اليوم التالي بعد أن قرر «عرابي» سحب قواته منها والتحصن عند كفر الدوار.
حين سمع الخديوي توفيق بانسحاب «عرابي» أمام الإنجليز تشجع وظهر على حقيقته حيث أعلن «عرابي» متمردا في الرابع والعشرين من يوليو. وبدلاً من أن يقاوم الخديوي المحتلين، استقبل في قصر الرمل بالإسكندرية الأميرال بوشامب سيمور قائد الأسطول البريطاني، وانحاز إلى الإنجليز، وجعل نفسه وسلطته الحكومية رهن تصرفهم حتى قبل أن يحتلوا الإسكندرية. فأثناء القتال أرسل الإنجليز ثلة من جنودهم ذوي الجاكتات الزرقاء لحماية الخديوي أثناء انتقاله من قصر الرمل إلى قصر رأس التين عبر شوارع الإسكندرية المشتعلة. ثم أرسل الخديوي إلى «أحمد عرابي» في كفر الدوار يأمره بالكف عن الاستعدادات الحربية، ويحمّله تبعة ضرب الإسكندرية، ويأمره بالمثول لديه في قصر رأس التين؛ ليتلقى منه تعليماته. صارت المواجهة مكشوفة بين كل الأطراف منذ ذلك التاريخ.[بحاجة لمصدر]
قررت الحكومة البريطانية أن تكون المواجهة شاملة وأن تكون الحرب كاملة، فجلبت المزيد من قواتها إلى الحرب. تم تحريك 15,000 جندي من مالطة وقبرص بالإضافة إلى 5,000 من الهند باتجاه مصر مما رفع تعداد قوة الهجوم على مصر إلى 30,000 جندي وضعت تحت قيادة السير جارنت ولسلي.

### مواجهة الخديوي ورفض قراراته
رفض عرابي الانصياع للخديوي بعد موقفه المخزي، وبعث إلى جميع أنحاء البلاد ببرقيات يتهم فيها الخديوي بالانحياز إلى الإنجليز، ويحذر من اتباع أوامره، وأرسل إلى «يعقوب سامي باشا» وكيل نظارة الجهادية يطلب منه عقد جمعية وطنية ممثلة من أعيان البلاد وأمرائها وعلمائها للنظر في الموقف المتردي وما يجب عمله، فاجتمعت الجمعية في (غرة رمضان 1299 هـ/ 17 يوليو 1882م)، وكان عدد المجتمعين نحو أربعمائة، وأجمعوا على استمرار الاستعدادات الحربية ما دامت بوارج الإنجليز في السواحل، وجنودها يحتلون الإسكندرية.
كان رد فعل الخديوي على هذا القرار هو عزل عرابي من منصبه، وتعيين عمر لطفي محافظ الإسكندرية بدلاً منه، ولكن عرابي لم يمتثل للقرار، واستمر في عمل الاستعدادات في كفر الدوار لمقاومة الإنجليز. بعد انتصار عرابي في معركة كفر الدوار أرسل عرابي إلى يعقوب سامي يدعوه إلى عقد اجتماع للجمعية العمومية للنظر في قرار العزل.
في (6 رمضان 1299 هـ / 22 يوليو 1882 م) عُقِد اجتماع في وزارة الداخلية، حضره نحو خمسمائة من الأعضاء، يتقدمهم شيخ الأزهر وقاضي قضاة مصر ومُفتيها، ونقيب الأشراف، وبطريرك الأقباط، وحاخام اليهود والنواب والقضاة والمفتشون، ومديرو المديريات، وكبار الأعيان وكثير من العمد، فضلا عن ثلاثة من أمراء الأسرة الحاكمة.
في الاجتماع أفتى ثلاثة من كبار شيوخ الأزهر، وهم «محمد عليش» و«حسن العدوي»، و«الخلفاوي» بمروق الخديوي عن الدين لانحيازهِ إلى الجيش المحارب لبلادهِ، وبعد مداولة الرأي أصدرت الجمعية قرارها بعدم عزل عرابي عن منصبه، ووقف أوامر الخديوي ونظّاره وعدم تنفيذها؛ لخروجه عن الشرع الحنيف والقانون المنيف ولم يكتفوا بهذا بل جمعوا الرجال والأسلحة والخيول من قرى وعزب وكفور البلاد. وقد قام العمدة محمد إمام الحوت عمدة الصالحية شرقية والعمدة عبد الله بهادر عمدة جهينة جرجاوية ببث الحماسة في الناس وجمع ما يستطيعون من الرجال والسلاح لدعم الدفاع عن البلاد فقد قدم العمدة عبد الله بهادر نحوا من 600 مقاتل من رجال جهينة المعروفين بالبأس والشجاعة و140 فرسا و74 بندقية والعديد من الأسلحة الأخرى وكميات كبيرة من الغلال وقدم العمدة محمد إمام الحوت نحو من 40 مقاتلا بعددهم وعتادهم وقدم سليمان زكي حكيم من أعيان مركز طوخ 41 فرس وأحمد حسني مأمور مركز ميت غمر قدم 33 بندقية.

### إغلاق ترعة السويس (اسمقناة السويسآنذاك)
لجأ الإنجليز والخديوي توفيق لمختلف الحيل لكسر شوكة أحمد عرابي ورجاله. صدر منشور من السلطان عبد الحميد الثاني يعلن عصيان أحمد عرابي وأكد دليسبس أن الإنجليز لن يهاجموه في الجبهة الشرقية عن طريق قناة السويس لأن القناة محايدة. وانضم محمد سلطان باشا صراحةً إلى الخديوي توفيق ضد عرابي، وعلي يوسف (خنفس باشا) وعدد من الضباط. احتل الإنجليز بورسعيد. وفي 21 أغسطس وصلت القوات الهندية إلى السويس وفي 25 أغسطس سقطت المحروسة.

### معركة القصاصين
في 28 أغسطس 1882 أثناء تقدم الجيش البريطاني غرباً في محافظة الإسماعيلية بقيادة الجنرال جراهام. حوصر هذا الأخير من قبل الأهالي العزُل فطلب الإمداد بمزيد من الذخيرة في الساعة 4:30 عصراً فوصلته الساعة 8:45 مساءً مما مكنه من القيام بمذبحة كبيرة بين الأهالي. بعد أن جاء الجيش البريطاني من الإسماعيلية اشتبك مع الجيش المصري في معركة حامية عند القصاصين وقد كاد الجيش المصري أن ينتصر لولا إصابة القائد راشد حسني.

### معركة التل الكبير
وقعت معركة التل الكبير في 13 سبتمبر 1882 (الموافق 29 شوال 1299 هـ) الساعة 1:30 صباحا واستغرقت أقل من 30 دقيقة. فاجأ الإنجليز القوات المصرية المتمركزة في مواقعها منذ أيام والتي كانت نائمة وقت الهجوم. وفوجئ أحمد عرابي بوصول القوات الإنجليزية لقلب معسكره قبل أن يكمل ارتداء حذائه العسكري وفشل في منع تفرق جنوده الذين فاجئهم الهجوم، ونصحه خادمه بضرورة الإسراع للقاهرة لتحصينها فلا أمل هنا، فأستجاب لهُ وإمتطي جوادة مسرعا إلي الزقازيق ليستقل القطار إلى القاهرة فلم يجده، فأكمل على صهوة جواده إلى بلبيس حيث وجد قطارا أقلهُ للقاهرة.
ودارت مناقشات مع وجهاء المدينة إنتهت بالإتفاق علي الإستسلام، وأرسل عرابي عارضا إستسلام القاهرة شرط إستسلامه شخصيا لعهدة الحكومة البريطانية وليس الخديوي توفيق وهو ما أمن بهِ علي حياته من حكم الإعدام المنتظر علي يد الخديوي توفيق.:392

### الخيانة
واصلت القوات البريطانية تقدمها السريع إلى الزقازيق حيث أعادت تجمعها ظهر ذلك اليوم، ثم استقلت القطار (سكك حديد مصر) إلى القاهرة التي استسلمت حاميتها بالقلعة بقيادة خنفس باشا عصـر نفس اليوم. وكان ذلك بداية الاحتلال البريطاني لمصر الذي دام 74 عاماً؛ فقد غادرت بعد ذلك القوات البريطانية في 18 يونيو 1956 بعد توقيع معاهدة 19 أكتوبر 1954 مع جمال عبد الناصر: (التي تنص على جلاء القوات من قناة السويس خلال عشرين شهرا).

### ما بعد انتهاء المعركة

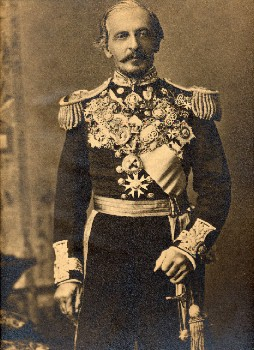
اللورد دوفرين

بعد دخول الإنجليز القاهرة في 14 سبتمبر 1882 ووصول الخديوي قصر عابدين في 25 سبتمبر 1882، عقدت محاكمة لأحمد عرابي وبعض قادة الجيش في المعركة وبعض العلماء والأعيان. وحكم عليهم في 3 ديسمبر 1882 بالنفي إلى جزيرة سرنديب (سيلان) أو سريلانكا حالياً.
بعد المعركة قال الجنرال جارنت ولسلي قائد القوات البريطانية إن معركة التل الكبير كانت مثالاً نموذجيا لمناورة خطط لها مسبقاً في لندن وكان التنفيذ مطابقا تماماً كما لو كان الأمر كله لعبة حرب Kriegspiel. إلا أنه أردف أن المصريين «أبلوا بلاءً حسناً» كما تشير خسائر الجيش البريطاني.
اختار ولسلي الهجوم الليلي لتجنب القيظ ولمعرفتهِ بتفشي العشى الليلي (night blindness) بشكل وبائي بين الجنود المصريين إلا أنه لاحظ أن الجنود النوبيين والسودانيين لم يعانوا من هذا المرض.

## نهاية الثورة العرابية
أسباب فشل الحركة العرابية خاصة التل الكبير:
1. خيانة الخديوي توفيق: فقد ساند التدخل الأجنبي في شؤون مصر منذ بداية توليه.
2. خيانة ديليسبس: صاحب شركة قناة السويس، والذي أقنع عرابى بعدم ردم القناة لأن الإنجليز لا يستطيعون المرور عبرها بدعوى أن القناة حيادية، ولكنه سمح للإنجليز بالمرور، ولو ردمت القناة لما دخل الإنجليز مصر.
3. خيانة بعض بدو الصحراء والذين أطلعوا الإنجليز على مواقع الجيش المصري.
4. خيانة بعض الضباط: وخاصة علي يوسف، وقد ساعدوا الإنجليز على معرفة الثغرات في الجيش المصري.
5. خيانة خنفس باشا قائد حامية القاهرة.
6. السلطان العثماني: أعلن عصيان عرابى في 9 سبتمبر 1882 وهو وقت حرج جدا، وكان ذلك بتحريض من إنجلترا؛ جعل الكثير من الأشخاص ينقلبون ضده.
7. قوة أسلحة الإنجليز.
8. عنصر المفاجأة والذي استخدمه الإنجليز.

## المحاكمة

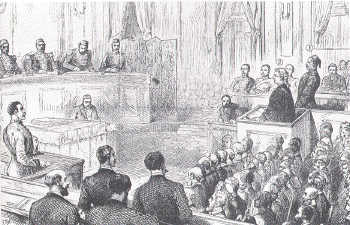
صورة مرسومة لمحاكمة أحمد عرابي ورفاقه عام 1882

واصلت القوات البريطانية تقدمها السريع نحو الزقازيق حيث أعادت تجمعها ظهرا ثم انتقلت إلى القاهرة التي استسلمت حاميتها بالقلعة عصـر نفس اليوم. وكان ذلك بداية الاحتلال البريطاني لمصر الذي دام 74 عاماً.
احتجز أحمد عرابي في ثكنات العباسية مع نائبه طلبة باشا حتى انعقدت محاكمته في 3 ديسمبر 1882 والتي قضت بإعدامه. وخفف الحكم بعد ذلك مباشرةً (بناء على اتفاق مسبق بين سلطة الاحتلال البريطاني والقضاة المصريين) إلى النفي مدى الحياة في جزيرة سرنديب (سيلان). انتقل السفير البريطاني لدى الباب العالي لورد دوفرن إلى القاهرة كأول مندوب سامٍ - حيث أشرف على محاكمة أحمد عرابي وعلى عدم إعدامه.
أما عمن ساندوا عرابي أو قاتلوا معه أو حرضوا الجماهير على القتال من العلماء والعمد والأعيان فقد كان الحكم أولاً بقتل من أسموهم برؤوس الفتنة من هؤلاء وعزل الباقين ثم خفف إلى عزل الجميع فعزلوا من مناصبهم وجردوا من نياشينهم وأوسمتهم.
كان الصحفي اللبناني نجيب إبراهيم طراد مترجمًا له خلال محاكمته.

## النفي

### النفي إلى جزيرة سيلان

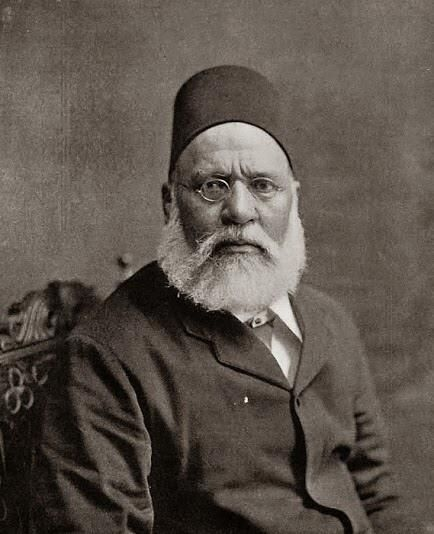
أحمد عرابي عام 1900

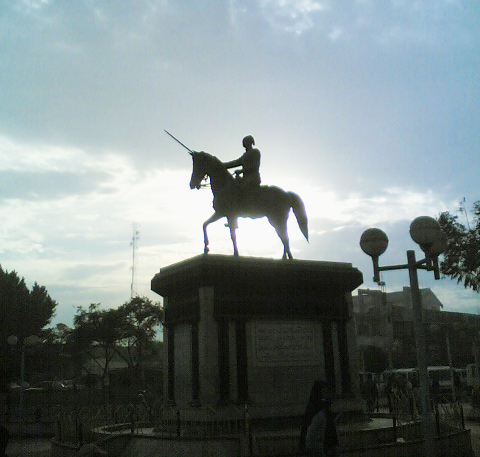
تمثال أحمد عرابي بالزقازيق

نفى الأسطول البريطاني أحمد عرابي وزملائه عبد الله النديم ومحمود سامي البارودي إلى سريلانكا سيلان سابقاً حيث استقروا بمدينة كولومبو لمدة 7 سنوات. بعد ذلك نقل أحمد عرابي ومحمود سامي البارودي إلى مدينة كاندي بذريعة خلافات دبت بين رفاق الثورة. وكانت عودة أحمد عرابي بعد 20 عاماً ومحمود سامي البارودي بعد 18 عاما. وعاد عرابي بسبب شدة مرضه أما البارودي فقد عاد لاقتراب وفاته وإصابته بالعمى من شدة التعذيب.

## العودة إلى مصر
عاد أحمد عرابي من المنفى بعد عشرين عاماً ومعه محمود سامي البارودي بعد 18 عاماً. عاد هذا الأخير من أجل إصابته بالعمى من شدة التعذيب وسوء صحته.لدى عودته من المنفى عام 1903، أحضر أحمد عرابي شجرة المانجو إلى مصر لأول مرة.

## وفاته
توفي في القاهرة في 21 سبتمبر 1911.

## مؤلفاته وماثره
كتب عرابي مذكراته في ثلاثة دفاتر كبيرة، استعرض فيها جميع أحداث ثورته، وقد طبع الجزء الأول من مذكراته تحت عنوان: (مذكرات الزعيم أحمد عرابي: كشف الستار عن سر الأسرار في النهضة المصرية المشهورة بالثورة العرابية) وحقق المذكرات الدكتور عبد المنعم إبراهيم الجميعي أستاذ التاريخ الحديث والمعاصر، وطبعت في ثلاث مجلدات بدار الكتب والوثائق القومية (مركز تاريخ مصر) عام 1426هـ/2005م.

## في الثقافة والإعلام

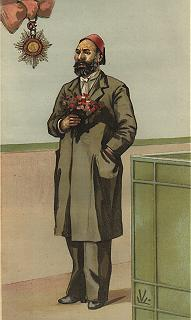
صورة مرسومة لأحمد عرابي نشرتها مجلة فانيتي فاير البريطانية في يناير 1883

- عام 1962: فيلم ألمظ وعبده الحامولي، وقام بدور أحمد عرابي الفنان سعيد خليل.
- عام 1994 و1997: مسلسل بوابة الحلواني الجزء الثاني والثالث، وقام بدور أحمد عرابي الفنان رياض الخولي.
- عام 2005: مسلسل الإمام محمد عبده، وقام بدور أحمد عرابي الفنان هشام الجمل.
- عام 2008: مسلسل علي مبارك، وقام بدور أحمد عرابي الفنان هشام عبد الله.
- عام 2014: فيلم الحرب العالمية الثالثة وقام بدور أحمد عرابي الفنان محمد ثروت.

## وصلات خارجية
- أحمد عرابي على موقع الموسوعة البريطانية (الإنجليزية)
- Featherstone, Donald: "Tel el-Kebir 1882 - Wolseley's Conquest of Egypt" Osprey Military: Campaign Series #27,ISBN 1-85532-333-8, 1993
- أحمد عرابي[وصلة مكسورة]
- جوان كول الأصول الاجتماعية والثقافية لحركة عرابي في مصر
- الاستعمار والثورة في الشرق الأوسط ترجمة عنان علي الشهاوي مراجعة وتقديم عاصم الدسوقي (القاهرة : المجلس لالثقافة الأعلى، 2001) موقع خارجي /external link